# Axel Klein (Chemiker)
Axel Klein (* 21. März 1964) ist ein deutscher Chemiker und Hochschullehrer.

## Leben
Axel Klein studierte von 1983 bis 1991 Chemie an der Universität Stuttgart. 1991 legte er seine Diplomarbeit „Ein- und zweikernige Komplexe von Rhenium(I)-Fragmenten: Re(CO)3L mit π-elektronenarmen µ2-Chelatliganden“ bei Wolfgang Kaim vor. 1994 schrieb er an der Universität Stuttgart seine Doktorarbeit Substrat-Selektivität und Stabilisierung ungewöhnlicher Oxidationsstufen durch räumliche Abschirmung in d8-konfigurierten Platinmetallkomplexe. Von 1999 bis 2000 war Postdoc bei Derk J. Stufkens an der Universiteit van Amsterdam.
Im Jahre 2002 habilitierte Klein sich an der Universität Stuttgart. Ab dem Jahr 2003 war er als Privat-Dozent für Anorganische Chemie an der Universität Stuttgart und der Eberhardt-Karls Universität Tübingen tätig. Von 2003 bis 2004 hielt er eine Gastprofessur am Institut für Chemie der Universität Graz. Seit dem Jahr 2004 hat er eine Professur am Institut für Anorganische Chemie der Universität zu Köln.

## Schriften (Auswahl)
- Axel Klein, Substrat-Selektivität und Stabilisierung ungewöhnlicher Oxidationsstufen durch räumliche Abschirmung in d8-konfigurierten Platinmetallkomplexen. Universität Stuttgart, 1994.
- Axel Klein, Untersuchungen an funktionellen Einheiten ein- und zweikerniger elektronenreicher Organometallkomplexe des Nickels (Ni), Palladiums (Pd) und Platins (Pt). Verlag Ulrich E. Grauer, Beuren, Stuttgart, 2002, ISBN 978-3-86186-412-7.
- Wolfgang Kaim, Brigitte Schwederski, Axel Klein, Bioinorganic Chemistry: Inorganic Elements in the Chemistry of Life, John Wiley and Sons, Chichester, UK, 2013. ISBN 978-0-470-97524-4
- Wolfgang Kaim, Axel Klein, Markus Glöckle, Exploration of Mixed-Valence Chemistry: Inventing New Analogues of the Creutz-Taube Ion, Acc. Chem. Res. 2000, 33, 755–763.
- Wolfgang Kaim, Axel Klein (Ed.), Spectroelectrochemistry, RSC Publishing, Cambridge UK, 2008. ISBN 978-0-85404-550-1